# ヤングチャンピオン烈
『ヤングチャンピオン烈』（ヤングチャンピオンれつ）は、秋田書店発行のB5判中綴じのグラビア付き青年漫画雑誌。毎月第3火曜日発売。単行本は専用レーベルのヤングチャンピオン烈コミックスより刊行されている。
同社の発行する『ヤングチャンピオン』の増刊として、2006年6月20日に隔月刊で創刊し、2010年2月16日発売の2010年No.3より月刊化。2011年No.1（2010年12月21日発売）より表紙の書籍名が、『ヤングチャンピオン烈』から現行の『月刊ヤングチャンピオン烈』と変更されている。
かつてのキャッチコピーは「時代をひらく美少女いっぱいコミック」。一般誌でありながら、美少女系成人向け漫画出身の作家を積極的に登用し、表現もやや過激な傾向にある。またグラビアページも、グラビアアイドルを起用した通常グラビアの他、AV女優を起用したヌードグラビア（ヘアヌード）が掲載される特徴がある。付録として、おもにグラビアアイドルを題材としたポスター、クリアファイル、DVDなどが不定期的に付属する。

## 連載作品
以下のリストは、作品名の五十音順、丸括弧内は作者名。

### 連載中
- 青の島とねこ一匹（小林俊彦）2018年No.8 -
- 秋田書店のあほすたさん（あほすたさん）2019年No.7 -
- 秋山さんのとりライフ（津田七節）2019年No.1 - 、※シリーズ連載[1]
- 異世界NTR〜親友のオンナを最強スキルで堕とす方法〜（原作：五里蘭堂 / 漫画：佐藤健悦）2022年No.2 - [2]
- 鬱ごはん（施川ユウキ）2010年No.3 -
- 裏の家の魔女先生（西川魯介）2019年No.8 - 、※シリーズ連載[3]
- オーバーレブ! '90s -音速の美少女たち-（山口かつみ）2020年No.5 -
- お姉ちゃんはゲームをすると人が変わるお姉ちゃん（原作：ルーツ / 漫画：むにゅう）2020年No.10 -
- カレシがいるのに（柚木N'）2020年No.5 - [4]
- 人狼機ウィンヴルガ 叛逆編（綱島志朗）2023年No.1 - [5]
- スカベンジャーズアナザースカイ（古部亮）2022年No.8、2022年No.10 -
- 性食鬼（稲光伸二） 2010年No.9 -
- 戦争めし（魚乃目三太） 2015年No.5 - [6]
- 高嶺の華は乱れ咲き（いとうえい）2019年No.2 -
- 黄昏のエトス（艶々）2019年No.12 - 2020年No.7、2021年No.3 - 2022年No.9、2023年No.6 - [7]
- チチチチ（クール教信者）2013年No.11 -
- ちょい釣りダンディ（阿鬼乱太）2017年12月号、2020年7月号 - 、※シリーズ連載
- ばくおん!!（おりもとみまな）2011年No.3 -
- ばくおん!! 〜天野恩紗のニコイチ繁盛記〜（原作：坂井音太 / 漫画：蒔野靖弘）2018年6月号、2019年1月号、2019年6月号、2020年3月号、2020年7月号 - 、※シリーズ連載
- 放課後ていぼう日誌（小坂泰之）2017年No.3 - [8]
- 穂高輪花のチャリと飯。（狐古さやか）2018年No.11 -

## 連載終了作品
以下のリストは、作品の終了時期昇順、丸括弧内は作者名。
- 恋愛ジャンキーSS（葉月京）
- ピンクDEピンク（東鉄神）
- ヘンコイ!（東鉄神）
- 僕と彼女のホント（みた森たつや）
- 松ヶ丘エンジェル（めいびい）
- 7代目のとまり!（めいびい）
- コンビニん（和六里ハル）
- ハコイリ（Cuvie）
- ヤンほぼ（松山せいじ）2006年Volume.01（創刊号） - 2009年Volume.17
- EVILIVE〜イビリブ〜（D.P）
- 恋愛そんぽ!（上月まんまる）
- 危さん（どれえじゃっきぃ）
- キンクロ（戸田陽近）
- 誘蛾灯街の標本（大越孝太郎）
- ひめごと（堀多磊音）
- クロとマルコ（掘骨砕三）
- 白パイ（山根章裕）
- WAVE〜ウェーブ〜（原作：藤村ZEN / 漫画：THE SEIJI / 監修：藤下真潮）
- 獣臣蔵〜じゅうしんぐら〜（原作：倉田英之 / 漫画：館尾冽 / プロダクションデザイン：神宮司訓之）
- しゃけカン!（シロガネヒナ）
- ププッピDo!（RIKI）
- 僕好みの彼女を作る108の方法。を達成する、ただ1つの方法。（ホリユウスケ）
- 学徒のベクトル（もりしげ）
- まじらぼ（伯林）2007年Volume.10 - 2011年No.3
- SCHOOLMATE（あづまゆき）2006年No.1 - 2011年No.9、※『ヤングチャンピオン』に移籍
- A.C.D.C.II（原作：CIRCUS / 漫画：かゆらゆか）
- メイデン/エイド（恩田チロ）
- NIGHTMARE MAKER（Cuvie）
- らぶゆ!（東鉄神）2010年No.03 - 2012年No.11
- お気に召すままご主人サマ（いとうえい）
- 青春ポップ!（北河トウタ）
- ゴッドサイダーサーガ 神魔三国志（巻来功士）
- BUPPAなビッチーズ（雑君保プ）
- 板谷さんと牛山さん（原作：葉月京 / 漫画：折笠りょこ）
- すもものおもちゃ（原作：すもも / 漫画：ユウコ・フランソワーズ）
- はじぷる!（たくじ）
- 抱かれたい道場（中川ホメオパシー）2010年No.8 - 2014年No.5
- 三日月がわらってる（艶々） 2010年No.4 - 2014年No.7
- cos-chu♥（あずまゆき）2012年No.10 - 2014年No.11
- 恋れもん（東鉄神）2013年No.12 - 2015年No.2
- ヴォイニッチホテル（道満晴明） 2006年No.3 - 2015年No.4
- 零戦少年（葛西りいち） 2014年No.9 - 2015年No.7、※2015年No.8に『零戦少年〜戦後〜』掲載
- 耳袋さんの知恵袋（めぷちん☆）2014年No.12 - 2015年No.10
- 束縛愛 〜彼氏を引きこもらせる100の方法〜（小路啓之） 2014年No.7 - 2015年No.12
- 妻がナニやら（林崎文博）2014年No.1 - 2015年No.12
- 彼女の鍵を開ける方法（中田ゆみ） 2008年Volume.16 - 2016年No.1
- ヒャッキ（原作：阿鬼乱太 / 漫画：Takayama Noburo）2015年No.8 - 2016年No.1、※2016年No.1を最後に連載中断
- 恋人以上♡嫁未満（いとうえい）2013年No.1 - 2016年No.3
- Smells Like Teen ×××（瀬口たかひろ） 2015年No.10 - 2016年No.4
- DRAW（原作：奥瀬サキ / 漫画：阿倍野ちゃこ） 2013年No.11 - 2016年No.8
- 【閲覧注異】〜生と死のハザマで〜（原作：阿鬼乱太 / 漫画：新倉としや・ZET） 2015年No.12 - 2016年No.10、※作画担当は、2015年No.12から2016年No.7までが新倉としや、2016年No.8から2016年No.10までがZET。
- アイドルな彼女とヲタクな僕と（原作：丸木戸サトシ / 漫画：春日旬）2014年No.6 - 2016年No.11
- きゅぽかの（渡辺大樹） 2016年No.3 - 2016年No.11
- 今宵、都市伝説をご一緒に!（いとうえい）2016年No.6 - 2017年No.2
- 神アプリ The Love Game（栗原正尚） 2016年No.5 - 2017年No.6、※2015年No.3に読み切り掲載
- ゲキカラブ!（原作：ヒトマスモドル / 漫画：ズズ）2016年No.1 - 2017年No.6
- とっても、ざんねんなこ、のんちゃん。（吉沢緑時） 2017年No.1 - 2017年No.10
- アクションヒロイン チアフルーツ（原作：チアフルーツ製作委員会 / 漫画：あずせ） 2017年No.7 - 2017年No.11
- trash.（原作：山本賢治 / 漫画：D.P）2010年No.3 - 2017年No.11
- 妹!アンドロイド（谷澤史紀） 2013年No.8 - 2017年No.12
- 星姫村のないしょ話（あずまゆき）2015年No.1 - 2018年No.2、※2018年No.3に番外編掲載。『チャンピオンクロス』に移籍
- オヤマ! キクノスケさん（瀬口たかひろ）2016年No.11 - 2018年No.4
- けもっ娘どーぶつえん!（めぷちん☆）2016年No.4 - 2018年No.4
- 熟れすぎ!! 艶すぎ!? 部長ちゃん（いとうえい）2018年No.3 - 2018年No.7
- えっち すけっち わんたっち（玉置勉強）2017年No.12 - 2018年No.9
- 妖怪マッサージ（原作：押切蓮介 / 漫画：忌木一郎）2016年No.10 - 2018年No.9
- ワルキューレのキコ（原作：天王寺キツネ / 漫画：阿倍野ちゃこ）2016年No.12 - 2018年No.12
- デスタメント-真・女神転生DSJ Another Report-（原作：アトラス / 漫画：カノウヤスオ）2018年No.2 - 2019年No.6
- バビロンまでは何光年?（道満晴明） 2017年No.2 - 2019年No.8
- ウラアカジョシ（七保志天十）2019年No.10 - 2019年No.12、※2019年No.7に読み切り掲載された後、シリーズ連載。電子雑誌『どこでもヤングチャンピオン』に移籍
- ジェイソン先生とおいしい食卓（龍牙翔） 2018年No.10 - 2020年No.2
- お姉ちゃんが僕の魔王を守ってる!（谷澤史紀）2018年No.6 - 2020年No.4
- 異世界のトイレで大をする。（ルーツ）2018年No.2 - 2020年No.8
- 姉のおなかをふくらませるのは僕 おかわり!（原作：坂井音太 / 漫画：内藤らぶか）2020年No.2 - 2020年No.12[9]
- 今日から俺はロリのヒモ!（原作：暁雪 / 漫画：へんりいだ）2018年No.5 - 2021年No.1、※『どこでもヤングチャンピオン』に移籍
- 初めてのセンセ。（春輝）2019年No.12 - 2022年No.1[10]
- いきたいわん! 台湾旅行同好会（ハヤシ）2021年No.1 - 2022年No.10
- ブラック・ジョーク（漫画：田口雅之 / 協力：小池倫太郎） 2011年No.6 - 2022年No.12[4]
- わたしの知らない、先輩の100コのこと（原作：兎谷あおい / 漫画：ほんろんろん）2020年No.6 - 2023年No.6
- 優等生と秘密のお仕事（あずまゆき）2018年No.4 - 2024年No.7
- LaLaLa…（洋介犬）2022年No.7 - 2025年No.1

## 映像化作品
| 作品               | 放送年 | アニメーション制作 | 備考              |
| ------------------ | ------ | ------------------ | ----------------- |
| ばくおん!!         | 2016年 | TMS/8PAN           | OVA（2016年）あり |
| 放課後ていぼう日誌 | 2020年 | 動画工房           |                   |

| 作品     | 放送年 | 制作                | 備考 |
| -------- | ------ | ------------------- | ---- |
| 戦争めし | 2018年 | NHKエンタープライズ |      |

| 作品               | 放送年 | 制作       | 備考 |
| ------------------ | ------ | ---------- | ---- |
| 放課後ていぼう日誌 | 2023年 | 東海テレビ |      |

放送時は他誌掲載だが本誌掲載の経歴があるテレビドラマ化された作品だと『ちょい釣りダンディ』もある。